# Championnat d'Afrique du Nord des nations de football des moins de 20 ans
Le Championnat d'Afrique du Nord des nations de football des moins de 20 ans est une compétition de football réunissant les pays d'Afrique du Nord. La compétition est organisée par la Union nord-africaine de football (UNAF). Certaines sélections n'appartenant pas à l'UNAF sont invitées à ce tournoi comme le Mali, le Sénégal, la Mauritanie, le Kenya et le Burkina Faso.

## Palmarès

### UNAF U-19
| 2005     | Tunisie    | Tunisie | mini-championnat | Égypte     | Algérie      | mini-championnat | Libye        |
| 2006     | Égypte     | Égypte  | mini-championnat | Maroc      | Tunisie      | mini-championnat | Algérie      |
| 2007     | Libye      | Tunisie | mini-championnat | Algérie    | Libye        | mini-championnat | Maroc        |
| 2008     | Maroc      | Égypte  | mini-championnat | Tunisie    | Maroc        | mini-championnat | Libye        |
| 2009     | Libye      | Tunisie | mini-championnat | Algérie    | Maroc        | mini-championnat | Libye        |
| 2010     | Algérie    | Mali    | mini-championnat | Tunisie    | Algérie      | mini-championnat | Maroc        |
| 2011     | Libye      | Libye   | mini-championnat | Algérie    | Kenya        | mini-championnat | Maroc        |
| 2012     | Algérie    | Tunisie | mini-championnat | Mauritanie | Maroc        | mini-championnat | Algérie      |
| 2012 (2) | Algérie    | Égypte  | mini-championnat | Algérie    | Maroc        | mini-championnat | Algérie (B)  |
| 2014     | Libye      | Sénégal | mini-championnat | Maroc      | Libye        | mini-championnat | Tunisie      |
| 2015     | Tunisie    | Maroc   | mini-championnat | Tunisie    | Burkina Faso | Burkina Faso     | Burkina Faso |
| 2016     | Mauritanie | Annuler | Annuler          | Annuler    | Annuler      | Annuler          | Annuler      |

### UNAF U-20
| 2019 | Tunisie | Tunisie       | mini-championnat | Égypte | Algérie    | mini-championnat | Maroc   |
| 2020 | Tunisie | Maroc Tunisie | mini-championnat |        | Libye      | mini-championnat | Algérie |
| 2021 | Tunisie | Tunisie       | mini-championnat | Égypte | Mauritanie | mini-championnat | Algérie |
| 2022 | Égypte  | Tunisie       | mini-championnat | Maroc  | Libye      | mini-championnat | Algérie |
| 2023 | Tunisie | Tunisie       | mini-championnat | Maroc  | Égypte     | mini-championnat | Libye   |
| 2024 | Égypte  | Maroc         | mini-championnat | Égypte | Tunisie    | mini-championnat | Algérie |

## Bilan par pays
| Équipe       | Vainqueur                                                | Finaliste                   | Troisième place                  | Quatrième place                        |
| ------------ | -------------------------------------------------------- | --------------------------- | -------------------------------- | -------------------------------------- |
| Tunisie      | 9 (2005, 2007, 2009, 2012, 2019, 2020, 2021, 2022, 2023) | 3 (2008, 2010, 2015)        | 2 (2006, 2024)                   | 1 (2014)                               |
| Égypte       | 3 (2006, 2008, 2012)                                     | 4 (2005, 2019, 2021, 2024)  | 1 (2023)                         | -                                      |
| Maroc        | 3 (2015, 2020, 2024)                                     | 3 (2006, 2014, 2023)        | 5 (2008, 2009, 2012, 2012, 2022) | 4 (2007, 2010, 2011, 2019)             |
| Libye        | 1 (2011)                                                 | 1 (2022)                    | 3 (2007, 2014, 2020)             | 4 (2005, 2008, 2009, 2023)             |
| Mali         | 1 (2010)                                                 | -                           | -                                | -                                      |
| Sénégal      | 1 (2014)                                                 | -                           | -                                | -                                      |
| Algérie      | -                                                        | 4 (2007, 2009, 2011, 2012°) | 3 (2005, 2010, 2019)             | 6 (2006, 2012, 2020, 2021, 2022, 2024) |
| Mauritanie   | -                                                        | 1 (2012)                    | 1 (2021)                         | -                                      |
| Kenya        | -                                                        | -                           | 1 (2011)                         | -                                      |
| Burkina Faso | -                                                        | -                           | 1 (2015)                         | -                                      |